# Pangonius hermanni
Pangonius hermanni är en tvåvingeart som först beskrevs av Krober 1921.  Pangonius hermanni ingår i släktet Pangonius och familjen bromsar. Inga underarter finns listade i Catalogue of Life.